# Evangelische Kirche (Trier-Ehrang)

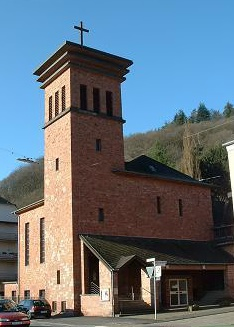
Evangelische Kirche Trier-Ehrang

Die Evangelische Kirche Trier-Ehrang ist die Kirche für den Pfarrbezirk Ehrang der seit 1946 selbständigen evangelischen Kirchengemeinde Ehrang und eine von drei Kirchen und neun Predigtstellen dieser Kirchengemeinde. Die ehemals selbständige Stadt Ehrang ist heute ein Stadtteil im Nordwesten von Trier in Rheinland-Pfalz.

## Geschichte

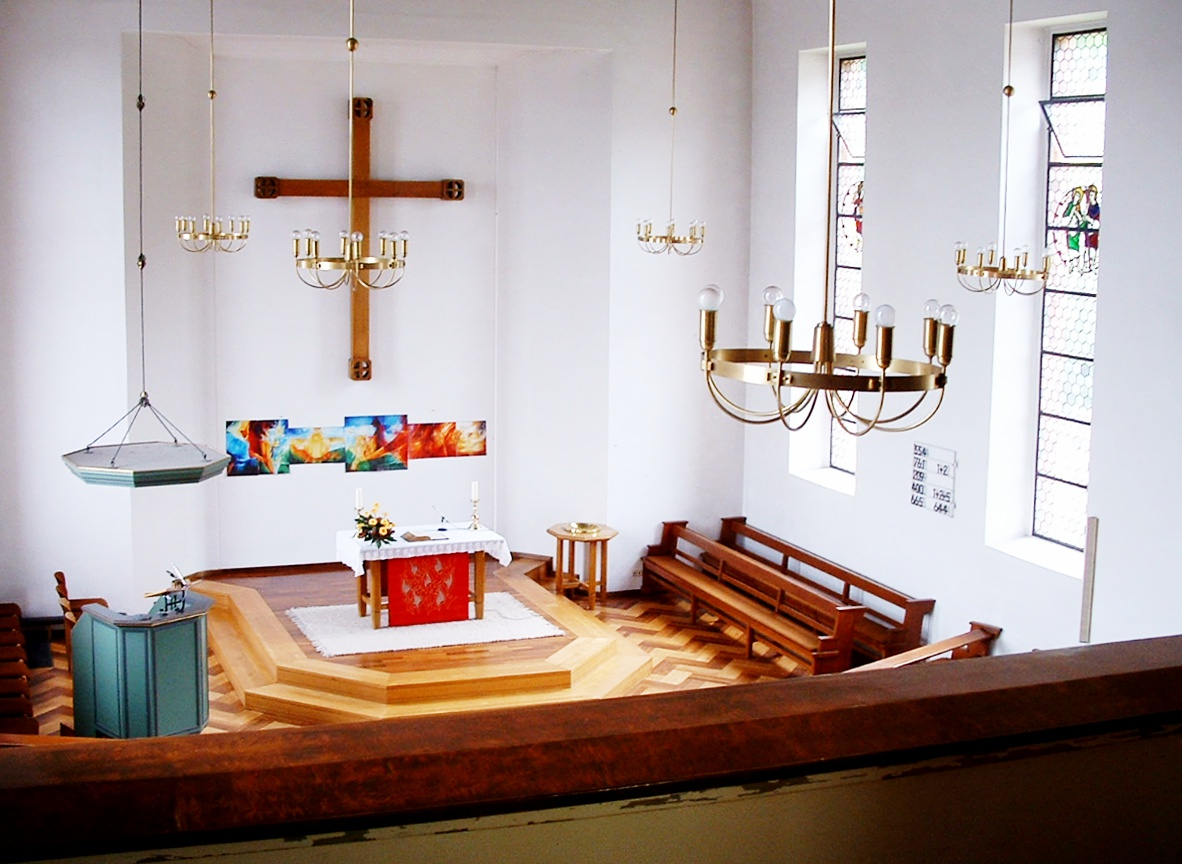
Die Kirche von innen

Die Kirchengemeinde entstand ab dem 19. Jahrhundert vor allem durch Zuzug von evangelischen Mitarbeitern der Bahnanlagen, Hüttenwerke und anderer Industriebetriebe. Das 700 km² große Gebiet der Kirchengemeinde Ehrang mit heute etwa 8000 Gemeindemitgliedern grenzt an die Stadt Trier und umfasst diese zu etwa 80 Prozent. Durch die Eingemeindung der ehemals selbständigen Stadt Ehrang nach Trier gehören auch die westlich der Mosel liegenden Trierer Stadtteile heute zur Kirchengemeinde Trier-Ehrang. Das Gemeindeareal reicht von der Sauermündung bis Trittenheim und von der Eifel bis in den Hunsrück. Etwa 10 Prozent der Bevölkerung dieser großen Fläche sind evangelisch.

## Architektur und Ausstattung

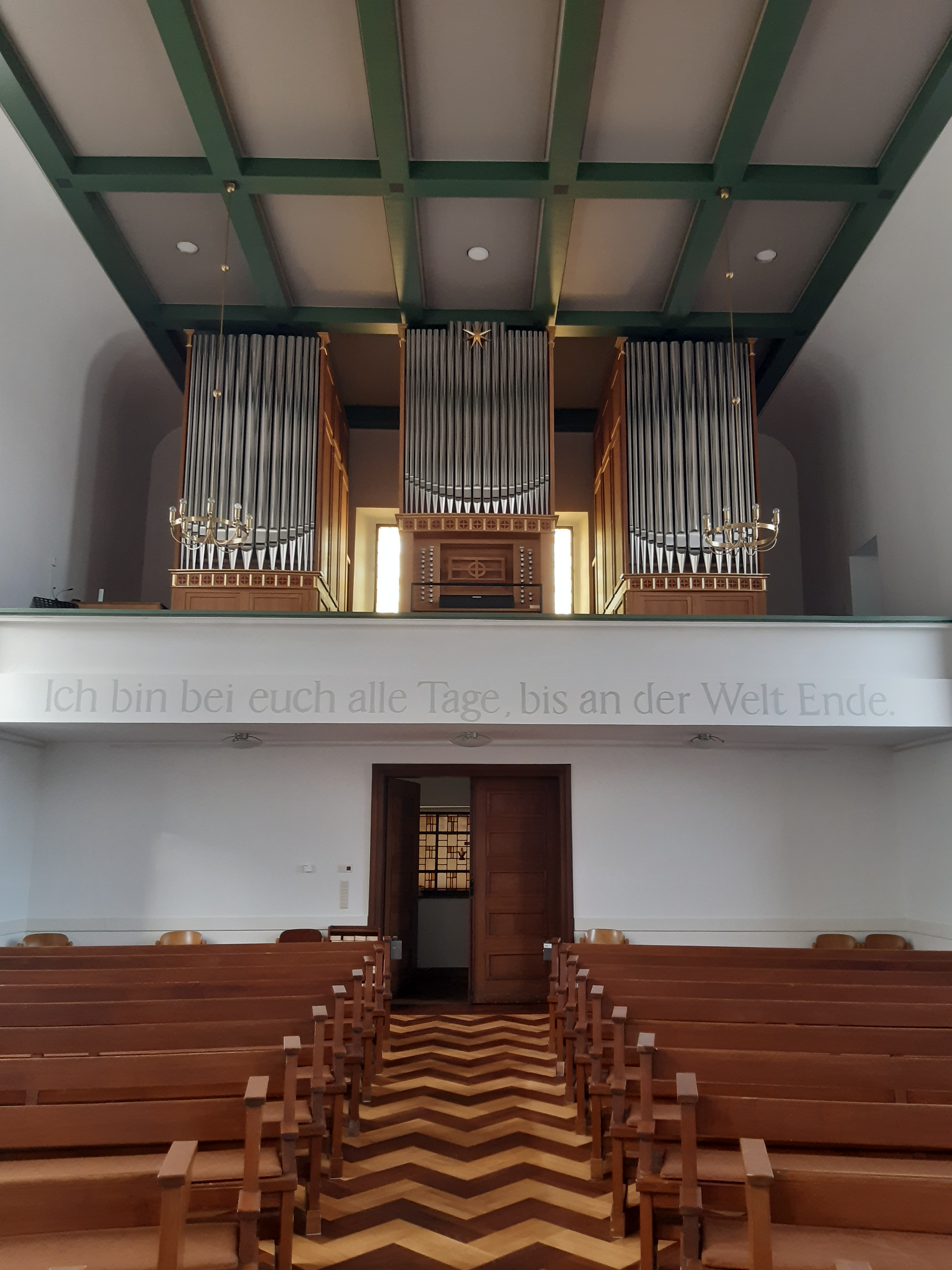
Orgelempore mit Orgel

Die 1928–30 errichtete Kirche ist aus roten Sandsteinquadern in sachlichen Formen erbaut. Sie wurde von den Architekten Heinrich Rettig und Kellermann in sachlichen Formen entworfen. Das Gebäude besteht aus dem Gemeindesaal im Untergeschoss, dem darüber liegenden Kirchensaal, dem heute als Gemeindezentrum genutzten Pfarrhaus und dem auffälligen quadratischen Kirchturm, der an der Nordostecke der Kirche angebaut ist.
Der Gottesdienstraum ist ein einfacher rechteckiger flachgedeckter Saal mit hochrechteckigen Fenstern. Bei der Renovierung Mitte der 1980er Jahre wurde das monumentale Wandbild Christi Auferstehung hinter dem Altar entfernt, der ursprünglich um 6 Stufen erhöhte Altar abgesenkt und die Kanzel aus der Mittelachse nach links verrückt.
Die Orgel wurde im Jahr 2020 durch die Orgelbauwerkstatt Siegfried Merten unter Verwendung des historischen Pfeifenwerks aufgegebener Instrumente der Spätromantik gebaut und ersetzt damit ein Instrument von Willi Peter. Sie verfügt über 33 Register zuzüglich sechs Vorabzüge, Extensionen und Transmissionen, verteilt auf drei Manuale und Pedal. Die klangliche Konzeption orientiert sich an der Elsässer Orgelreform aus dem ersten Drittel des 20. Jahrhunderts, die äußere Gestaltung an der Formensprache der 1920/30er Jahre, jener Zeit, in der die Kirche entstanden ist. Das Instrument hat 2087 Pfeifen, Spiel- und Registertraktur sind in traditioneller mechanischer Bauweise ausgeführt.
| I Hauptwerk C–g3 |                   |     |
| 01.              | Bordun            | 16′ |
| 02.              | Principal         | 08′ |
| 03.              | Flaut major       | 08′ |
| 04.              | Hohlflöte         | 08′ |
| 05.              | Viola di Gamba    | 08′ |
| 06.              | Praestant         | 04′ |
| 07.              | Quintadena        | 04′ |
|                  | Octav (aus Nr. 8) | 02′ |
| 08.              | Mixtur IV         | 02′ |
| 09.              | Trompete          | 08′ |

| II Positiv C–g3 |                   |        |
| 10.             | Principal         | 8′     |
| 11.             | Lieblich Gedackt  | 8′     |
| 12.             | Salicional        | 8′     |
| 13.             | Unda maris        | 8′     |
| 14.             | Gemshorn          | 4′     |
| 15.             | Waldflöte         | 4′     |
| 16.             | Quintflöte        | 2 ⁄3′  |
| 17.             | Flageolet         | 2′     |
|                 | Terz (aus Nr. 18) | 1 3⁄5′ |
| 18.             | Carillon II       | 1 3⁄5′ |
| 19.             | Clarinette        | 8′     |
|                 | Tremulant         |        |

| III Schwellwerk C–g1 |                            |    |
| 20.                  | Geigenprincipal            | 8′ |
| 21.                  | Bordunalflöte              | 8′ |
| 22.                  | Aeoline                    | 8′ |
| 23.                  | Vox coelestis              | 8′ |
| 24.                  | Fugara                     | 4′ |
| 25.                  | Traversflöte               | 4′ |
|                      | Doublette (aus Nr. 26)     | 2′ |
| 26.                  | Progressio harmonica II-IV | 2′ |
| 27.                  | Horntrompete               | 8′ |
| 28.                  | Oboe                       | 8′ |
| 29.                  | Vox humana                 | 8′ |
|                      | Tremulant                  |    |

| Pedalwerk C–f1 |                           |     |
| 30.            | Untersatz                 | 32′ |
| 31.            | Principalbass             | 16′ |
| 32.            | Subbass                   | 16′ |
|                | Stillgedackt (= Nr. 1)    | 16′ |
|                | Octavbass (Ext. Nr. 31)   | 08′ |
|                | Gedacktbass (Ext. Nr. 32) | 08′ |
| 33.            | Posaune                   | 16′ |

## Nutzung

Kirche von Südosten

Die Kirche wird für Gottesdienste an nahezu allen Sonn- und Feiertagen sowie für Konzerte und Ausstellungen genutzt.